# الحركة الوحدوية (كولومبيا)
الحركة الوحدوية (بالإسبانية: Movimiento Unionista) هي حزب سياسي منيسار الوسط في كولومبيا. في الانتخابات التشريعية التي أجريت في 10 مارس 2002، فاز الحزب كواحد من العديد من الأحزاب الصغيرة بالتمثيل البرلماني.